# Castelreng
Castelreng  (Castèlrenc  en occitan) est une commune française située dans l'ouest du département de l'Aude, en région Occitanie.
Sur le plan historique et culturel, la commune fait partie du Razès, un pays historiquement très étendu, qui ne se résume aujourd'hui qu'aux collines de la Malepère et au bas Razès au centre et au sud, limité par le pays de Sault. Exposée à un climat océanique altéré, elle est drainée par le Cougaing, le ruisseau des Langagnous, le ruisseau de l'Auriol et par divers autres petits cours d'eau.
Castelreng est une commune rurale qui compte 207 habitants en 2022, après avoir connu un pic de population de 534 habitants en 1806. Elle fait partie de l'aire d'attraction de Limoux. Ses habitants sont appelés les Castelrengois et ses habitantes les Castelrengoises.

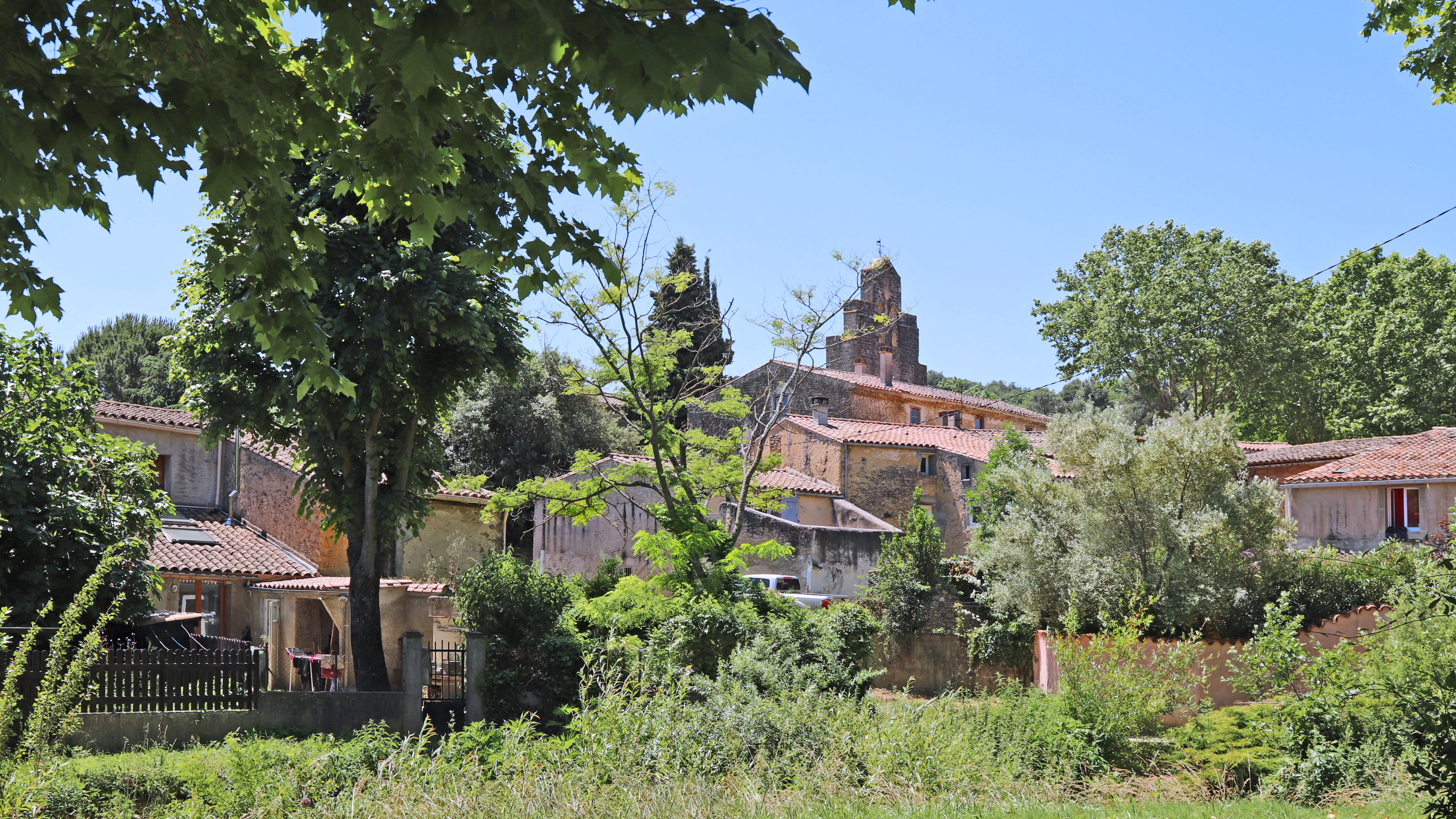

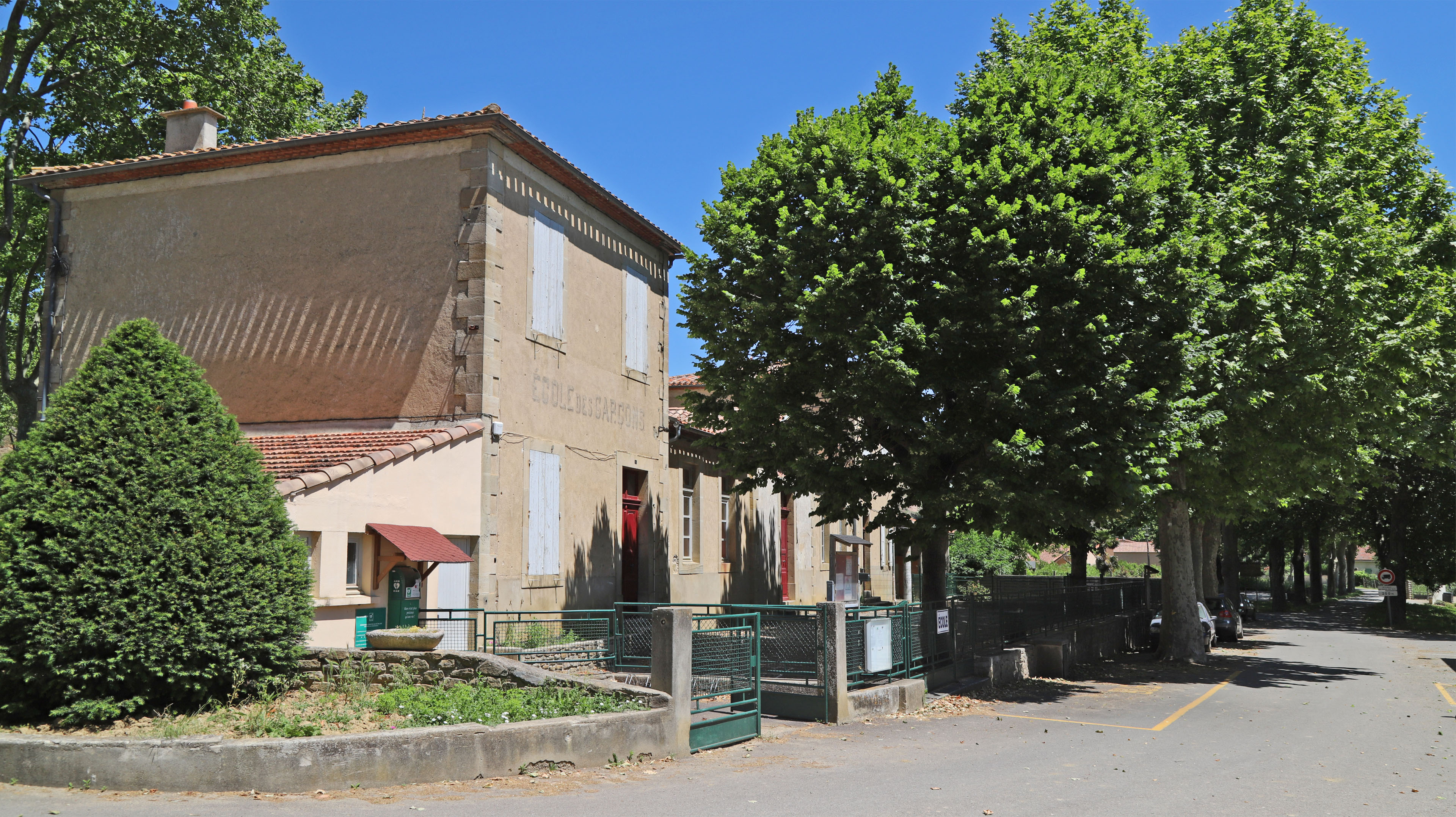
Les écoles.

Le patrimoine architectural de la commune comprend un immeuble protégé au titre des monuments historiques : l'église de l'Assomption, inscrite en 1948.

## Géographie

### Localisation
Castelreng est une commune située dans l'aire urbaine de Limoux.

### Communes limitrophes
Les communes limitrophes sont  Ajac, Bouriège, La Bezole, La Digne-d'Amont, Saint-Couat-du-Razès et Tourreilles.
|                                   | Ajac                 | La Digne-d'Amont |
| La Bezole                         | Castelreng           | Tourreilles      |
| Saint-Benoît (par un quadripoint) | Saint-Couat-du-Razès | Bouriège         |

### Géologie et relief
Castelreng se situe en zone de sismicité 2 (sismicité faible).

### Hydrographie
La commune est dans la région hydrographique « Côtiers méditerranéens », au sein du bassin hydrographique Rhône-Méditerranée-Corse. Elle est drainée par le Cougaing, le ruisseau des Langagnous, le ruisseau de l'Auriol, Rec du Four, le ruisseau de la Carrière et le ruisseau du Bois de l'Espinas, qui constituent un réseau hydrographique de 13 km de longueur totale,.
Le Cougaing, d'une longueur totale de 17,4 km, prend sa source dans la commune de Saint-Couat-du-Razès et s'écoule du sud-ouest vers le nord-est. Il traverse la commune et se jette dans l'Aude à Limoux, après avoir traversé 5 communes.
Le ruisseau des Langagnous, d'une longueur totale de 12 km, prend sa source dans la commune et s'écoule du sud-ouest vers le nord-est. Il traverse la commune et se jette dans l'Aude à Limoux, après avoir traversé 5 communes.

### Climat
Pour des articles plus généraux, voir Climat de l'Occitanie et Climat de l'Aude.
En 2010, le climat de la commune est de type climat océanique altéré, selon une étude s'appuyant sur une série de données couvrant la période 1971-2000. En 2020, Météo-France publie une typologie des climats de la France métropolitaine dans laquelle la commune est exposée à un climat de montagne ou de marges de montagne et est dans la région climatique Pyrénées orientales, caractérisée par une faible pluviométrie, un très bon ensoleillement (2 600 h/an), un air sec, particulièrement en hiver et peu de brouillards.
Pour la période 1971-2000, la température annuelle moyenne est de 13 °C, avec une amplitude thermique annuelle de 15,6 °C. Le cumul annuel moyen de précipitations est de 854 mm, avec 10,3 jours de précipitations en janvier et 5,5 jours en juillet. Pour la période 1991-2020, la température moyenne annuelle observée sur la station météorologique la plus proche, située sur la commune de Saint-Benoît à 6 km à vol d'oiseau, est de 12,5 °C et le cumul annuel moyen de précipitations est de 900,5 mm,. Pour l'avenir, les paramètres climatiques de la commune estimés pour 2050 selon différents scénarios d'émission de gaz à effet de serre sont consultables sur un site dédié publié par Météo-France en novembre 2022.

### Milieux naturels et biodiversité
Aucun espace naturel présentant un intérêt patrimonial n'est recensé sur la commune dans l'inventaire national du patrimoine naturel,,.

## Urbanisme

### Typologie
Au 1er janvier 2024, Castelreng est catégorisée commune rurale à habitat dispersé, selon la nouvelle grille communale de densité à 7 niveaux définie par l'Insee en 2022.
Elle est située hors unité urbaine. Par ailleurs la commune fait partie de l'aire d'attraction de Limoux, dont elle est une commune de la couronne,. Cette aire, qui regroupe 39 communes, est catégorisée dans les aires de moins de 50 000 habitants,.

### Occupation des sols
L'occupation des sols de la commune, telle qu'elle ressort de la base de données européenne d’occupation biophysique des sols Corine Land Cover (CLC), est marquée par l'importance des territoires agricoles (56,7 % en 2018), une proportion identique à celle de 1990 (56,7 %). La répartition détaillée en 2018 est la suivante : forêts (43,3 %), zones agricoles hétérogènes (36,6 %), cultures permanentes (20,2 %). L'évolution de l’occupation des sols de la commune et de ses infrastructures peut être observée sur les différentes représentations cartographiques du territoire : la carte de Cassini (XVIIIe siècle), la carte d'état-major (1820-1866) et les cartes ou photos aériennes de l'IGN pour la période actuelle (1950 à aujourd'hui).

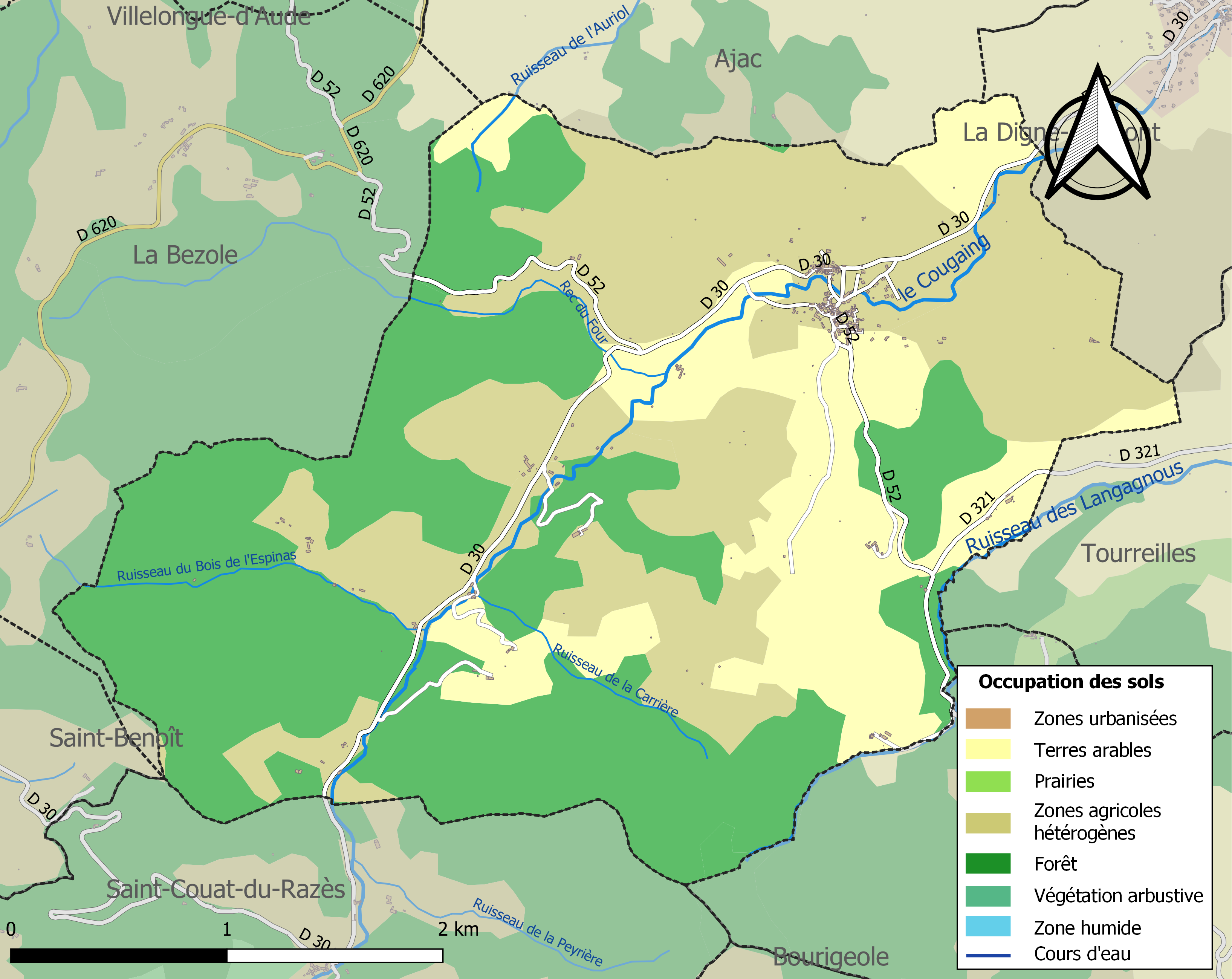
Carte des infrastructures et de l'occupation des sols de la commune en 2018 (CLC).

### Risques majeurs
Le territoire de la commune de Castelreng est vulnérable à différents aléas naturels : météorologiques (tempête, orage, neige, grand froid, canicule ou sécheresse) et séisme (sismicité faible). Un site publié par le BRGM permet d'évaluer simplement et rapidement les risques d'un bien localisé soit par son adresse soit par le numéro de sa parcelle.

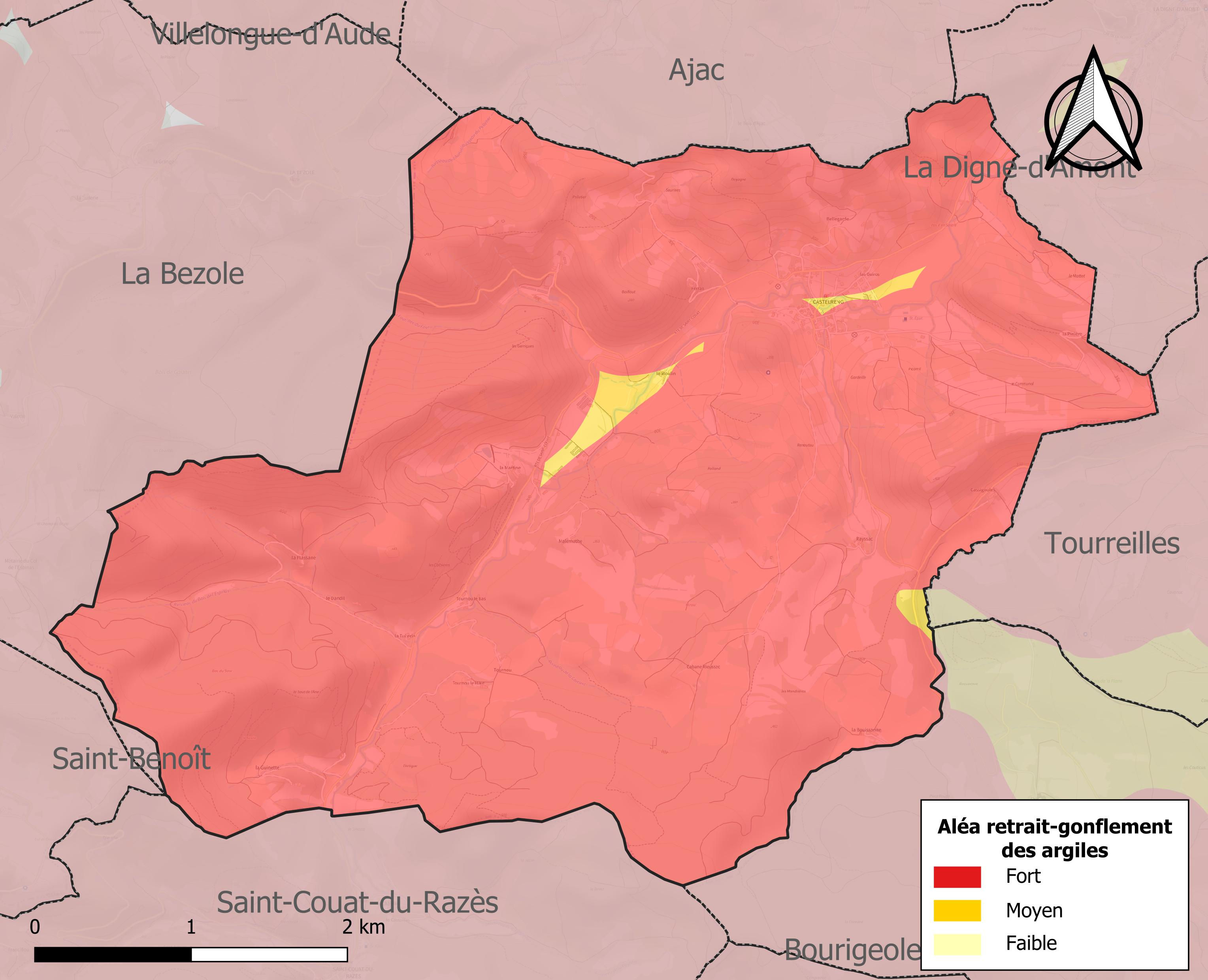
Carte des zones d'aléa retrait-gonflement des sols argileux de Castelreng.

Le retrait-gonflement des sols argileux est susceptible d'engendrer des dommages importants aux bâtiments en cas d’alternance de périodes de sécheresse et de pluie. La totalité de la commune est en aléa moyen ou fort (75,2 % au niveau départemental et 48,5 % au niveau national). Sur les 145 bâtiments dénombrés sur la commune en 2019, 145 sont en aléa moyen ou fort, soit 100 %, à comparer aux 94 % au niveau départemental et 54 % au niveau national. Une cartographie de l'exposition du territoire national au retrait gonflement des sols argileux est disponible sur le site du BRGM,.

## Histoire

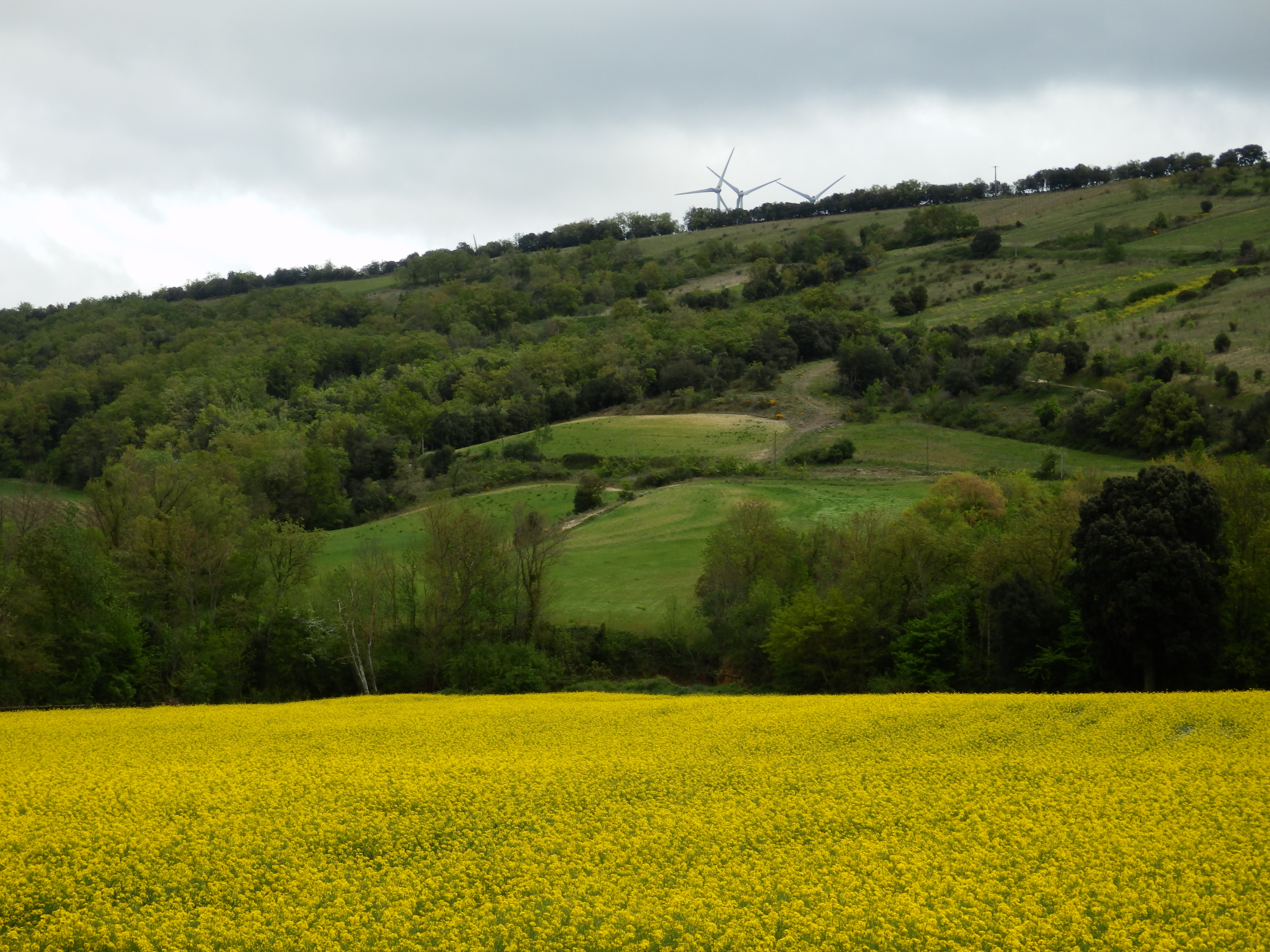
Paysage sur la commune de Castelreng.

## Politique et administration

### Découpage territorial
La commune de Castelreng est membre de la communauté de communes du Limouxin, un établissement public de coopération intercommunale (EPCI) à fiscalité propre créé le 2 décembre 2016 dont le siège est à Limoux. Ce dernier est par ailleurs membre d'autres groupements intercommunaux.
Sur le plan administratif, elle est rattachée à l'arrondissement de Limoux, au département de l'Aude, en tant que circonscription administrative de l'État, et à la région Occitanie.
Sur le plan électoral, elle dépend du canton de la Région-Limouxine pour l'élection des conseillers départementaux, depuis le redécoupage cantonal de 2014 entré en vigueur en 2015, et de la troisième circonscription de l'Aude  pour les élections législatives, depuis le redécoupage électoral de 1986.

### Liste des maires
| Période                                  | Période   | Identité       | Étiquette | Qualité |
| ---------------------------------------- | --------- | -------------- | --------- | ------- |
| mars 2008                                | En cours  | Hervé Garcia   | PS        |         |
| mars 2001                                | mars 2008 | Luc Laret      |           |         |
| avant 1981                               | ?         | Pierre Rolland | PS        |         |
| Les données manquantes sont à compléter. |           |                |           |         |

## Démographie

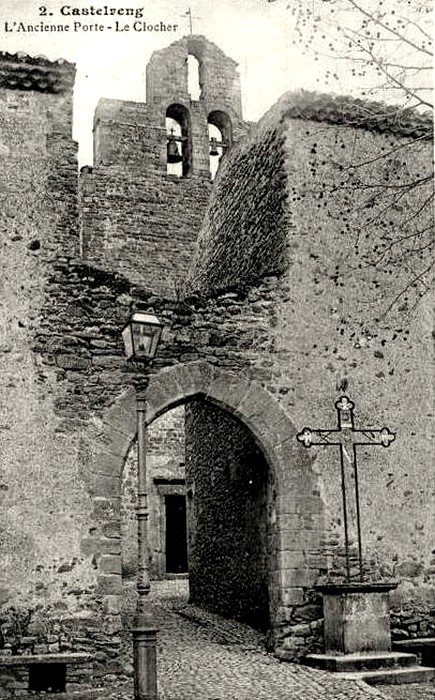
Église de l'Assomption de Castelreng.

L'évolution du nombre d'habitants est connue à travers les recensements de la population effectués dans la commune depuis 1793. Pour les communes de moins de 10 000 habitants, une enquête de recensement portant sur toute la population est réalisée tous les cinq ans, les populations de référence des années intermédiaires étant quant à elles estimées par interpolation ou extrapolation. Pour la commune, le premier recensement exhaustif entrant dans le cadre du nouveau dispositif a été réalisé en 2007.

En 2022, la commune comptait 207 habitants, en évolution de +2,99 % par rapport à 2016 (Aude : +2,65 %, France hors Mayotte : +2,11 %).
| 1793 | 1800 | 1806 | 1821 | 1831 | 1836 | 1841 | 1846 | 1851 |
| ---- | ---- | ---- | ---- | ---- | ---- | ---- | ---- | ---- |
| 508  | 390  | 534  | 512  | 507  | 522  | 518  | 516  | 400  |

| 1856 | 1861 | 1866 | 1872 | 1876 | 1881 | 1886 | 1891 | 1896 |
| ---- | ---- | ---- | ---- | ---- | ---- | ---- | ---- | ---- |
| 435  | 443  | 385  | 397  | 414  | 434  | 444  | 410  | 323  |

| 1901 | 1906 | 1911 | 1921 | 1926 | 1931 | 1936 | 1946 | 1954 |
| ---- | ---- | ---- | ---- | ---- | ---- | ---- | ---- | ---- |
| 338  | 314  | 321  | 309  | 309  | 293  | 286  | 273  | 267  |

| 1962 | 1968 | 1975 | 1982 | 1990 | 1999 | 2006 | 2007 | 2012 |
| ---- | ---- | ---- | ---- | ---- | ---- | ---- | ---- | ---- |
| 224  | 197  | 158  | 168  | 174  | 165  | 191  | 195  | 198  |

| 2017 | 2022 | - | - | - | - | - | - | - |
| ---- | ---- | - | - | - | - | - | - | - |
| 207  | 207  | - | - | - | - | - | - | - |

## Économie

### Revenus
En 2018  (données Insee publiées en septembre 2021), la commune compte 91 ménages fiscaux, regroupant 210 personnes. La médiane du revenu disponible par unité de consommation est de 17 530 € (19 240 € dans le département).

### Emploi
| Division       | 2008   | 2013   | 2018   |
| -------------- | ------ | ------ | ------ |
| Commune        | 9,8 %  | 6,3 %  | 12,2 % |
| Département    | 10,2 % | 12,8 % | 12,6 % |
| France entière | 8,3 %  | 10 %   | 10 %   |

En 2018, la population âgée de 15 à 64 ans s'élève à 132 personnes, parmi lesquelles on compte 81,7 % d'actifs (69,5 % ayant un emploi et 12,2 % de chômeurs) et 18,3 % d'inactifs,. Depuis 2008, le taux de chômage communal (au sens du recensement) des 15-64 ans est inférieur à celui du département, mais supérieur à celui de la France.
La commune fait partie de la couronne de l'aire d'attraction de Limoux, du fait qu'au moins 15 % des actifs travaillent dans le pôle,. Elle compte 46 emplois en 2018, contre 43 en 2013 et 29 en 2008. Le nombre d'actifs ayant un emploi résidant dans la commune est de 95, soit un indicateur de concentration d'emploi de 48,1 % et un taux d'activité parmi les 15 ans ou plus de 64,2 %.
Sur ces 95 actifs de 15 ans ou plus ayant un emploi, 34 travaillent dans la commune, soit 36 % des habitants. Pour se rendre au travail, 82,1 % des habitants utilisent un véhicule personnel ou de fonction à quatre roues, 1,1 % les transports en commun, 6,4 % s'y rendent en deux-roues, à vélo ou à pied et 10,5 % n'ont pas besoin de transport (travail au domicile).

### Activités hors agriculture
14 établissements sont implantés  à Castelreng au 31 décembre 2019. Le secteur du commerce de gros et de détail, des transports, de l'hébergement et de la restauration est prépondérant sur la commune puisqu'il représente 42,9 % du nombre total d'établissements de la commune (6 sur les 14 entreprises implantées  à Castelreng), contre 32,3 % au niveau départemental.

### Agriculture
La commune fait partie de la petite région agricole dénommée « Razès ». En 2010, l'orientation technico-économique de l'agriculture  sur la commune est la viticulture (appellation et autre).
|                                   | 1988 | 2000 | 2010 |
| --------------------------------- | ---- | ---- | ---- |
| Exploitations                     | 29   | 21   | 22   |
| Superficie agricole utilisée (ha) | 330  | 387  | 432  |

Le nombre d'exploitations agricoles en activité et ayant leur siège dans la commune est passé de 29 lors du recensement agricole de 1988 à 21 en 2000 puis à 22 en 2010, soit une baisse de 24 % en 22 ans. Le même mouvement est observé à l'échelle du département qui a perdu pendant cette période 52 % de ses exploitations. La surface agricole utilisée sur la commune a quant à elle augmenté, passant de 330 ha en 1988 à 432 ha en 2010. Parallèlement la surface agricole utilisée moyenne par exploitation a augmenté, passant de 11 à 20 ha.

## Culture locale et patrimoine

### Lieux et monuments
- Église de l'Assomption. L'église (y compris le clocher, la porte fortifiée des anciens remparts du nord-ouest et la croix en fer forgé à côté de cette porte) a été inscrite au titre des monuments historiques en 1948[34].

### Personnalités liées à la commune
- Nicole de Buron

### Héraldique
| Blason de Castelreng | Blason  | Taillé cannelé d'azur et d'argent.               |
| Blason de Castelreng | Détails | Le statut officiel du blason reste à déterminer. |